# Jörgen Persson (Kameramann)
Jörgen Persson (* 10. September 1936 in Helsingborg) ist ein schwedischer Kameramann.

## Leben
Jörgen Persson war nach seiner Ausbildung am Svenska Filminstitutet einige Jahre als Kameraassistent und Mitglied der Kameracrew tätig, bevor er für den Regisseur Bo Widerberg den ersten Film als Chefkameramann drehte. "Persson machte sich bald einen Namen als sensibler Bildpoet erster Güte, seine gemächlichen Kamerafahrten tasteten präzise Figuren und Landschaften, Stimmungen und Emotionen ab und besaßen eine starke lyrische Kraft." Auch für Produktionen außerhalb des schwedischen Kinos wurde Persson engagiert, u. a. mehrfach von dem dänischen Regisseur Bille August.

## Filmografie (Auswahl)
- 1966: Hallo Roland (Heja Roland)
- 1967: Das Ende einer großen Liebe (Elvira Madigan)
- 1970: Adalen 31
- 1969: Eine schwedische Liebesgeschichte (En kärlekshistoria)
- 1971: Joe Hill
- 1973: Angela
- 1973: Hilfe, der Doktor ertrinkt (Help!De dokter verzuipt)
- 1974: Eine Handvoll Liebe (En handfull kärlek)
- 1979: Madita (Du är inte klok, Madicken)
- 1980: Madita und Pim (Madicken på Junibacken)
- 1981: Der einfältige Mörder (Den enfaldige mördaren)
- 1981: Der Gockel (Tuppen)
- 1983: Eine Haremsdame für den König (Kalabaliken i Bender)
- 1984: Ake und seine Welt (Åke och hans värld)
- 1984: Inside Man – Der Mann aus der Kälte (Slagskämpen)
- 1985: Mein Leben als Hund (Mitt liv som hund)
- 1986: Der Weg der Schlange auf dem Felsen (Ormens väg på hälleberget)
- 1987: Pelle, der Eroberer (Pelle Erobreren)
- 1989: Ein langer Weg nach Hause (Vägen hem)
- 1989: Frauen auf dem Dach (Kvinnorna på taket)
- 1990: Peter und Petra (Peter och Petra)
- 1991: Die besten Absichten (Den goda viljan) (Fernsehmehrteiler)
- 1992: Sofie
- 1993: Das Geisterhaus (The House of the Spirits)
- 1996: Jerusalem
- 1997: Fräulein Smillas Gespür für Schnee (Smilla’s Sense of Snow)
- 1998: Les Misérables
- 1998: Träume bis ans Ende der Welt (Digging to China)
- 1999: Die Treulosen (Trolösa)
- 2008: Wolf (Varg)